# 台20線
台20線，是臺灣一條橫貫於南部地區的省道。西起於臺南市中西區湯德章紀念公園中山路段；東迄於臺東縣關山鎮西庄，與省道台9線於德高陸橋附近相接。主線全長203.982公里，並另有甲、乙兩條支線。
台20線自玉井開始，往南進入山區，此路段即所謂「南部橫貫公路」，但民間常以「南橫公路」稱之。沿線穿越新化丘陵、玉山山脈、中央山脈，橫跨臺南、高雄、臺東等三縣市，是交通部公路總局編制的省道系統當中最長的一條公路。
台20線總里程原為211.3公里:下冊276頁，歷經1986年、1994年，縮短成209.076公里。2004年，總里程由203.188公里縮短為202.696公里:68，但在2009年又增長，總里程為209.446公里。2011年，總里程由209.446公里縮短為208.329公里。直至2023年，總里程為203.982公里。
目前梅山口至天池路段（原台20線105.17K~130.2K）與高雄市桃源區天池至臺東縣海端鄉向陽路段（130.2K~153K）有條件通車。

## 沿革

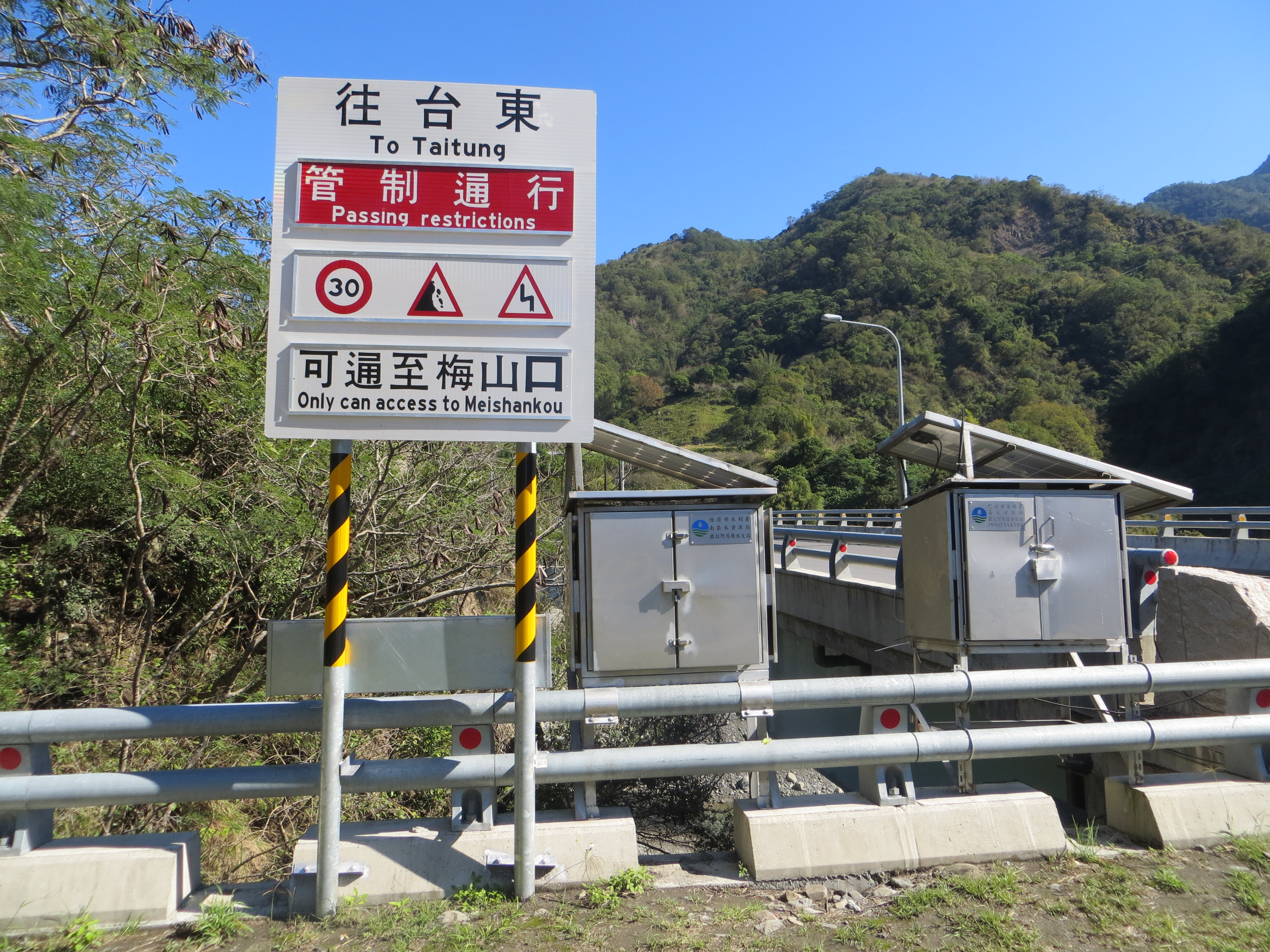
2016年1月9日，路況告示牌顯示當時台20線是無法暢通至台東的（照片攝於撒拉阿塢橋南側）。

2009年8月8日，因受莫拉克颱風風雨影響，台20線多處坍方、道路中斷，其中以梅山明隧道、關山大崩壁、向陽大崩壁路段最為嚴重，交通部公路總局將此路段封閉。
直至2020年1月12日止，台20線東行通行至105K（梅山口）止；西行至149K（向陽）止。130K-149K（天池-埡口-向陽森林遊樂區）受損嚴重。105K（梅山口）至149K（向陽）路段，因交通量、線形、路寬不符省道標準，且地質不穩定、常有落石坍方，存在高度風險，交通部公路總局第三區養護工程處公告將此路段降級為臨時便道，編號為台20臨105線。
2020年1月13日，梅山口-天池有條件開放通車。
2021年8月7日，受輕度颱風盧碧（減弱熱帶低壓後侵台）及西南氣流的影響，明霸克露橋遭洪水沖毀。
2022年5月1日上午7時，台20線全線復通，但仍是採取有條件開放通車。
2022年5月1日台20線開元陸橋因台南鐵路地下化施工而暫時封閉

## 臨時便道

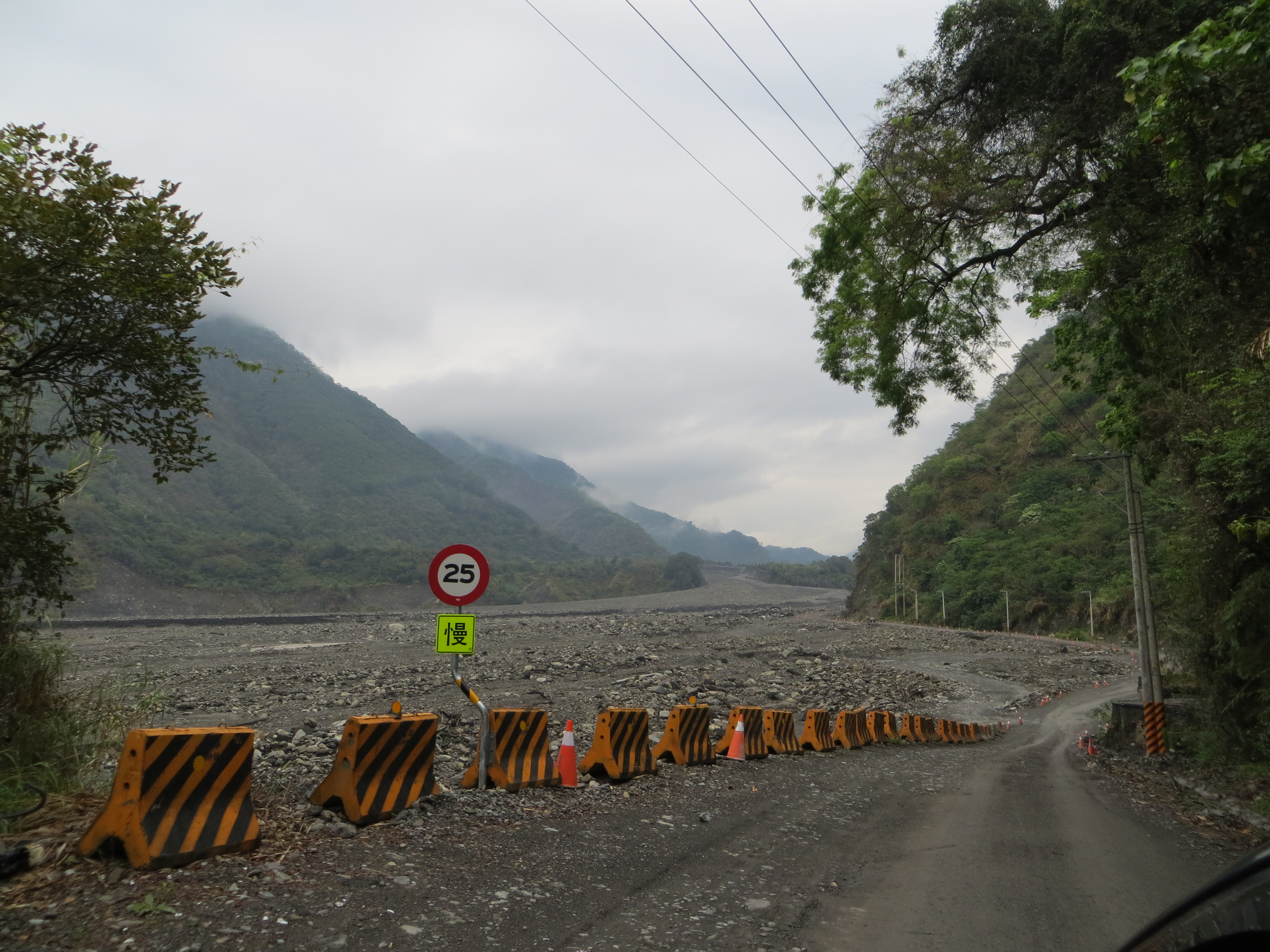
受八八水災影響而毀的台20線勤和—復興段，現已興建明霸克露橋直接越過溪床。圖中為建橋前維持基本服務的臨97便道。2021年8月7日明霸克露橋因熱帶性低氣壓（原盧碧颱風）帶來之西南氣流大雨而部分沖毁，目前以河床便道取代。

### 明霸克露橋臨時便道
受熱帶低氣壓(原盧碧颱風)影響，造成明霸克露橋部分橋面沖毀，目前以臨時便道作為通行。

### 台20臨105線
台20臨105線（梅山口—向陽）西起梅山口，東至向陽，全長43.830公里。本線為原台20線105K+170至149K路段，因莫拉克颱風致主線道路中斷，交通量、線形及路寬不符合省道等級，降為臨時便道等級。
2020年1月13日起有條件通車。台20臨105線0K－25k（梅山口－天池路段）每日15時至隔日8時止進行道路封閉管制通行，並於每日上午8時開放通行前由看守保全進行朝巡，俟安全無虞開放通行。自2020年3月17日起，週二、週四為道路管制日不開放通行。

## 莫拉克災後重建工程

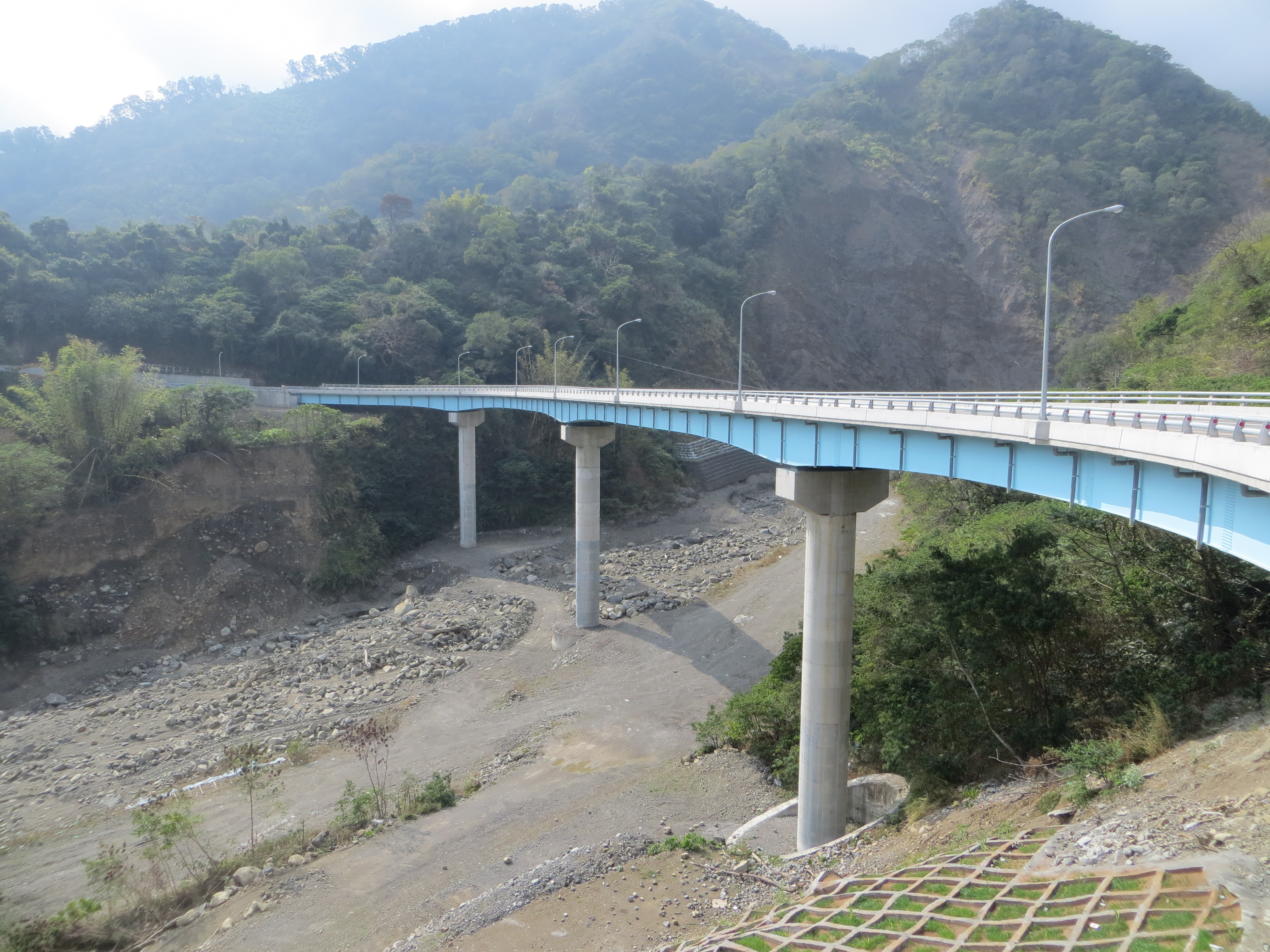
八八災後改線重建的綠茂橋，地處桃源區高中里

### 公路系統復建策略
- 初期：公路搶修，解除各區域孤島效應。
- 中期：提高抗災能力，維持當地物資運送，基本交通服務。
- 長期：恢復原有道路標準。

### 新闢道路與截彎取直
避開地質敏感區域，迂迴路線截彎取直，新闢道路或高架橋。
- 建山一橋（已於2012年6月1日通車）
- 建山二橋（已於2012年6月1日通車）
- 寶來一橋（二次改建，減少跨墩，已於2022年4月3日通車）
- 寶來二橋（河床淹沒原橋，新建高架橋，已於2013年8月6日通車）
- 萬年橋（台灣商人集資興建，已於2014年2月7日通車）
- 綠茂橋
- 勝境橋（原路上方50公尺新建高架橋連結東西兩側之置高點，無需下繞河谷，已於2014年2月12月通車）
- 塔拉拉魯芙橋（截彎取直，跨大河谷連結塔拉拉魯芙隧道）
- 桃源一橋（截彎取直，跨大河谷連結桃源市區，並已於2015年7月18日通車）
- 桃源二橋（改建工程，拓寬為二車道）
- 撒拉阿塢橋（河床淹沒原橋，新建高架橋，並已於2018年4月底通車）
- 明霸克露橋（取代河底便道與削山便道，並已於2017年4月29日通車，2021年8月7日部分沖毁，目前以鋼便橋取代）
- 復興橋

## 支線

### 甲線

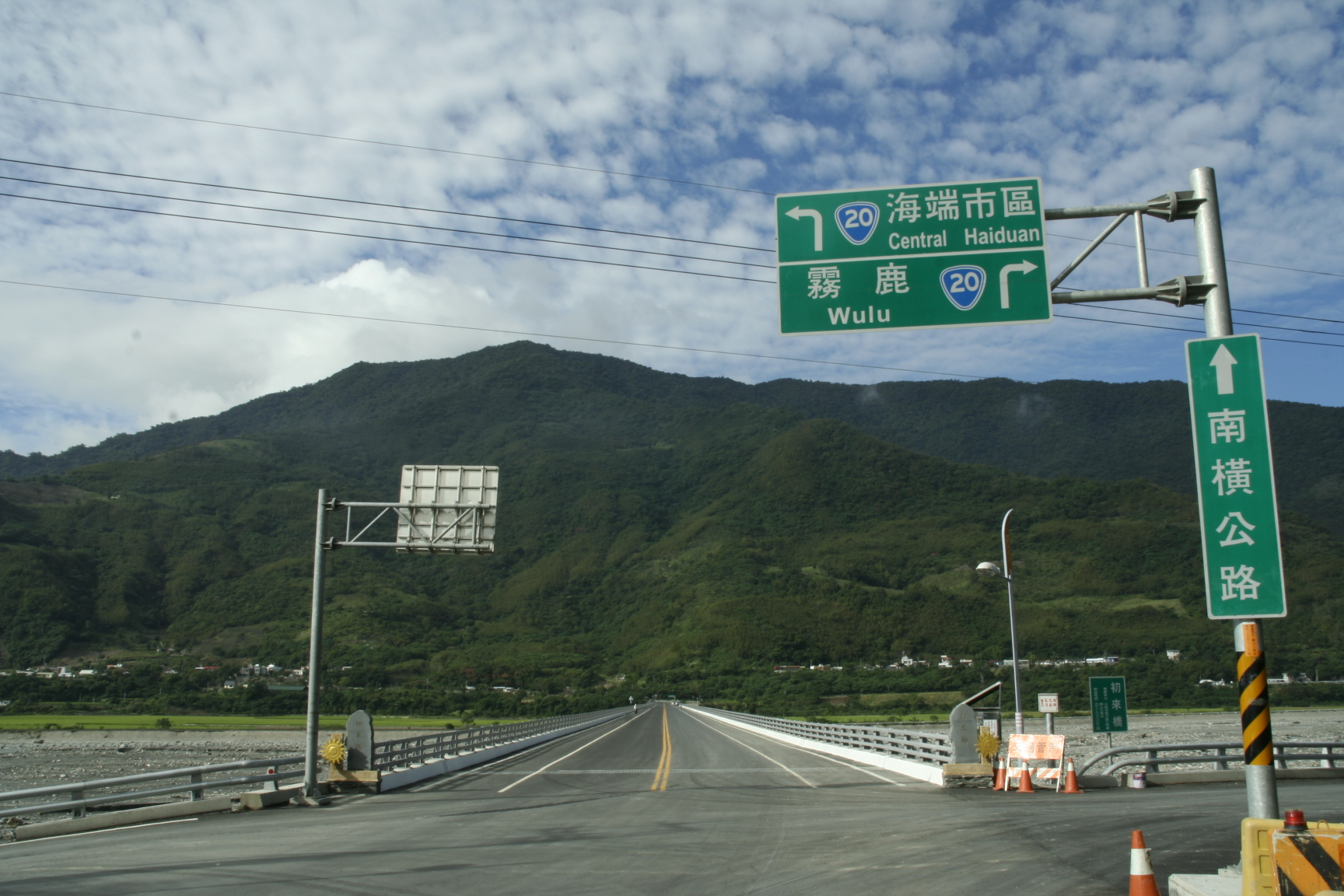
南橫公路在台東縣有二處入口之一「台20甲線初來橋」。

台20甲線（初來—池上），全線位於臺東縣境內，西起海端鄉初來，東至池上鄉，全長5.726公里。本線為台20線至池上接台9線（花東縱谷公路）往花蓮的捷徑聯絡道路。

### 乙線
台20乙線（左鎮—南化），俗稱南左公路，全線位於臺南市境內，西起左鎮區睦光，東至南化區南化市區，全長7.842公里。
因連結台20線與台3線，從左鎮市區往南化北寮，行經台20乙線較主線節省里程，無需經過玉井市區，是南部橫貫公路的替代道路與捷徑，也是左鎮與南化之間的交通要道。
台20乙線拓寬計畫，長度約3.6公里，斥資逾8億元，分為2標，左鎮段最為棘手的自來水管線埋設問題，已於2018年2月底解決，而靠近南化的部分，會新闢外環道，新設西埔橋與中坑橋，坡地的水土保持最關鍵，已於2019年1月31日通車。原路寬僅6.5公尺，拓寬完成後變為13公尺，讓山區交通更便捷，有助於帶動地方發展。

## 行經行政區域
主線
| 臺南市       | 中西區 | 臺南市區                             | 0.000   | 公園路 青年路 開山路 南門路 中正路 民生路 | 公路起點        |
| 臺南市       | 北區   | 臺南市區                             | 1.360   | 市道180號                                 | 起點            |
| 臺南市       | 北區   | － 跨越縱貫線南段                    |         |                                           |                 |
| 臺南市       | 北區   | 三分子                               | －      | （地區道路）                              |                 |
| 臺南市       | －     |                                      |         |                                           |                 |
| 臺南市       | 永康區 | 大橋                                 | 3.701   | 台1線                                     |                 |
| 臺南市       | 永康區 | 二王                                 | －      | 南145線                                   | 起點            |
| 臺南市       | 永康區 | 永康市區                             | 7.200   | 市道177號                                 |                 |
| 臺南市       | 永康區 | －                                   |         |                                           |                 |
| 臺南市       | 永康區 | 蜈蜞潭                               | －      | 南143線 · 中山北路264巷                   | 終點            |
| 臺南市       | 永康區 | 五鬮厝                               | －      | 南141線                                   |                 |
| 臺南市       | 永康區 | 樹仔腳                               | －      | 南141線                                   |                 |
| 臺南市       | －     |                                      |         |                                           |                 |
| 臺南市       | 新化區 | 洋子                                 | 10.219  | 台39線                                    | 起點            |
| 臺南市       | 新化區 | 洋子                                 | －      | 南170線 · 中山路898巷                     | 終點            |
| 臺南市       | 新化區 | 營盤後                               | －      | 南144線 · 中山路                          | 終點            |
| 臺南市       | 新化區 | 新化市區                             | －      | （地區道路）                              |                 |
| 臺南市       | 新化區 | 新化市區                             | －      |                                           |                 |
| 臺南市       | 新化區 | 新化市區                             | －      | （地區道路）                              |                 |
| 臺南市       | 新化區 | －                                   |         |                                           |                 |
| 臺南市       | 新化區 | 七甲洋                               | 12.134  | 台19甲線                                  |                 |
| 臺南市       | 新化區 | 深坑                                 | －      | 南175線                                   | 與共線起點      |
| 臺南市       | 新化區 | 深坑                                 | －      |                                           |                 |
| 臺南市       | 新化區 | 深坑                                 | －      | 南175線                                   | 與共線終點      |
| 臺南市       | 新化區 | 新化端                               | 15.850  | 國道八號                                  | 終點            |
| 臺南市       | 新化區 | －                                   |         |                                           |                 |
| 臺南市       | 新化區 | 𦰡拔林                               | －      | 南177線                                   | 終點            |
| 臺南市       | 新化區 | 𦰡拔林                               | －      | 南173線                                   | 起點            |
| 臺南市       | －     |                                      |         |                                           |                 |
| 臺南市       | 山上區 | 豐德                                 | 20.130  | 市道178甲線                               | 市道178甲線終點 |
| 臺南市       | 山上區 | 豐德                                 | －      | 南180線                                   | 起點            |
| 臺南市       | －     |                                      |         |                                           |                 |
| 臺南市       | 左鎮區 | 光和                                 | －      | （地區道路）                              |                 |
| 臺南市       | 左鎮區 | 光和                                 | －      |                                           |                 |
| 臺南市       | 左鎮區 | 光和                                 | －      | （地區道路）                              |                 |
| 臺南市       | 左鎮區 | －                                   |         |                                           |                 |
| 臺南市       | 左鎮區 | 菜寮                                 | －      | （地區道路）                              |                 |
| 臺南市       | 左鎮區 | －                                   |         |                                           |                 |
| 臺南市       | 左鎮區 | 田洋                                 | －      | （地區道路）                              |                 |
| 臺南市       | 左鎮區 | －                                   |         |                                           |                 |
| 臺南市       | 左鎮區 | 風吹嶺                               | －      | 南168-2線                                 | 起點            |
| 臺南市       | 左鎮區 | －                                   |         |                                           |                 |
| 臺南市       | 左鎮區 | 左鎮市區                             | －      | （地區道路）                              |                 |
| 臺南市       | 左鎮區 | －                                   |         |                                           |                 |
| 臺南市       | 左鎮區 | 睦光                                 | 26.443  | 台20乙線                                  | 起點            |
| 臺南市       | 左鎮區 | －                                   |         |                                           |                 |
| 臺南市       | 左鎮區 | 芋匏口                               | －      | （地區道路）                              |                 |
| 臺南市       | 左鎮區 | －                                   |         |                                           |                 |
| 臺南市       | 左鎮區 | 竹坑                                 | －      | （地區道路）                              |                 |
| 臺南市       | 玉井區 | 九層林                               | 30.229  | （地區道路）                              |                 |
| 臺南市       | 玉井區 | 倒松                                 | －      | （地區道路）                              |                 |
| 臺南市       | 玉井區 | －                                   |         |                                           |                 |
| 臺南市       | 玉井區 | 劉陳                                 | －      | （地區道路）                              |                 |
| 臺南市       | 玉井區 | －                                   |         |                                           |                 |
| 臺南市       | 玉井區 | 望明                                 | 34.176  | （地區道路）                              |                 |
| 臺南市       | 玉井區 | －                                   |         |                                           |                 |
| 臺南市       | 玉井區 | 新庄                                 | －      | 南185線                                   | 起點            |
| 臺南市       | 玉井區 | －                                   |         |                                           |                 |
| 臺南市       | 玉井區 | 玉井端                               | 35.703  | 台84線 中正路                             | 終點            |
| 臺南市       | 玉井區 | 玉井市區                             | 36.458  | 台3線                                     | 與共線起點      |
| 臺南市       | 玉井區 | 沙田                                 | －      | 台3線                                     |                 |
| 臺南市       | 玉井區 | －                                   |         |                                           |                 |
| 臺南市       | 玉井區 | 坑口                                 | －      | 台3線                                     |                 |
| 臺南市       | 玉井區 | 二埔                                 | 38.767  | 台3線                                     |                 |
| 臺南市       | 玉井區 | －                                   |         |                                           |                 |
| 臺南市       | 玉井區 | 三埔                                 | －      | 南178線 · 台3線                           | 起點            |
| 臺南市       | －     |                                      |         |                                           |                 |
| 臺南市       | 南化區 | 四埔                                 | －      | 台3線                                     |                 |
| 臺南市       | 南化區 | 北寮                                 | 41.633  | 台3線                                     | 與共線終點      |
| 臺南市       | 南化區 | 北寮                                 | －      |                                           |                 |
| 臺南市       | 南化區 | 北寮                                 | －      | （地區道路）                              |                 |
| 臺南市       | 南化區 | －                                   |         |                                           |                 |
| 臺南市       | 南化區 | 頭份                                 | －      | （地區道路）                              |                 |
| 臺南市       | 南化區 | －                                   |         |                                           |                 |
| 臺南市       | 南化區 | 溪洲                                 | －      | （地區道路）                              |                 |
| 臺南市       | 南化區 | 溪洲                                 | －      |                                           |                 |
| 臺南市       | 南化區 | 溪洲                                 | －      | （地區道路）                              |                 |
| 臺南市       | 南化區 | －                                   |         |                                           |                 |
| 臺南市       | 南化區 | 玉山                                 | 45.976  | （地區道路）                              |                 |
| 臺南市       | 南化區 | 茅埔                                 | 47.320  | （地區道路）                              |                 |
| 臺南市       | 南化區 | － 隧道                              |         |                                           |                 |
| 臺南市       | 南化區 | 羗黃坑                               | －      | （地區道路）                              |                 |
| 臺南市       | 南化區 | －                                   |         |                                           |                 |
| 臺南市       | 南化區 | 歸林                                 | －      | 南179線                                   | 起點            |
| 高雄市       | 甲仙區 | 牛百葉                               | －      | （地區道路）                              |                 |
| 高雄市       | 甲仙區 | 大邱園                               | 54.295  | 台29線                                    | 與共線起點      |
| 高雄市       | 甲仙區 | －                                   |         |                                           |                 |
| 高雄市       | 甲仙區 | 田寮                                 | －      | 台29線                                    |                 |
| 高雄市       | 甲仙區 | 公館                                 | －      | 台29線                                    |                 |
| 高雄市       | 甲仙區 | －                                   |         |                                           |                 |
| 高雄市       | 甲仙區 | 甲仙市區                             | 57.779  | 台29線                                    | 與共線終點      |
| 高雄市       | 甲仙區 | 甲仙市區                             | －      | 高128線                                   | 起點            |
| 高雄市       | 甲仙區 | 咖啡巷                               | －      | （地區道路）                              |                 |
| 高雄市       | 甲仙區 | 白雲巷                               | －      | （地區道路）                              |                 |
| 高雄市       | 甲仙區 | 白雲巷                               | －      |                                           |                 |
| 高雄市       | 甲仙區 | 白雲巷                               | －      | （地區道路）                              |                 |
| 高雄市       | 六龜區 | 嶺頂                                 | －      | （地區道路）                              |                 |
| 高雄市       | 六龜區 | －                                   |         |                                           |                 |
| 高雄市       | 六龜區 | 上直瀨                               | －      | （地區道路）                              |                 |
| 高雄市       | 六龜區 | －                                   |         |                                           |                 |
| 高雄市       | 六龜區 | 下直瀨                               | －      | （地區道路）                              |                 |
| 高雄市       | 六龜區 | －                                   |         |                                           |                 |
| 高雄市       | 六龜區 | 荖濃                                 | －      | （地區道路）                              |                 |
| 高雄市       | 六龜區 | 荖濃                                 | －      |                                           |                 |
| 高雄市       | 六龜區 | 荖濃                                 | 72.503  | 台27線                                    | 起點            |
| 高雄市       | 六龜區 | －                                   |         |                                           |                 |
| 高雄市       | 六龜區 | 長份                                 | －      | （地區道路）                              |                 |
| 高雄市       | 六龜區 | －                                   |         |                                           |                 |
| 高雄市       | 六龜區 | 頂荖濃                               | －      | （地區道路）                              |                 |
| 高雄市       | －     |                                      |         |                                           |                 |
| 高雄市       | 桃源區 | 建山                                 | 76.200  | （地區道路）                              |                 |
| 高雄市       | 桃源區 | －                                   |         |                                           |                 |
| 高雄市       | 桃源區 | 檨仔腳                               | －      | （地區道路）                              |                 |
| 高雄市       | 六龜區 | 寶來                                 |         |                                           |                 |
| 高雄市       | 六龜區 | 寶來                                 | －      |                                           |                 |
| 高雄市       | 六龜區 | 寶來                                 | －      | 高133線                                   | 起點            |
| 高雄市       | 六龜區 | －                                   |         |                                           |                 |
| 高雄市       | 六龜區 | 囉囉埔                               | －      | （地區道路）                              |                 |
| 高雄市       | 桃源區 | 綠茂                                 | －      | （地區道路）                              |                 |
| 高雄市       | 桃源區 | －                                   |         |                                           |                 |
| 高雄市       | 桃源區 | 高中                                 | －      | （地區道路）                              |                 |
| 高雄市       | 桃源區 | 高中                                 | －      |                                           |                 |
| 高雄市       | 桃源區 | 高中                                 | －      | （地區道路）                              |                 |
| 高雄市       | 桃源區 | －                                   |         |                                           |                 |
| 高雄市       | 桃源區 | － 隧道                              |         |                                           |                 |
| 高雄市       | 桃源區 | 大肚關                               | －      | （地區道路）                              |                 |
| 高雄市       | 桃源區 | －                                   |         |                                           |                 |
| 高雄市       | 桃源區 | 舊社                                 | －      | （地區道路）                              |                 |
| 高雄市       | 桃源區 | －                                   |         |                                           |                 |
| 高雄市       | 桃源區 | －                                   |         |                                           |                 |
| 高雄市       | 桃源區 | 深溝                                 | －      | （地區道路）                              |                 |
| 高雄市       | 桃源區 | －                                   |         |                                           |                 |
| 高雄市       | 桃源區 | 桃源市區                             | 92.580  | （地區道路）                              |                 |
| 高雄市       | 桃源區 | －                                   |         |                                           |                 |
| 高雄市       | 桃源區 | 四社                                 | －      | （地區道路）                              |                 |
| 高雄市       | 桃源區 | －                                   |         |                                           |                 |
| 高雄市       | 桃源區 | 東莊                                 | －      | （地區道路）                              |                 |
| 高雄市       | 桃源區 | －                                   |         |                                           |                 |
| 高雄市       | 桃源區 | 勤和                                 | －      | （地區道路）                              |                 |
| 高雄市       | 桃源區 | － 已沖毀，以短期鋼便橋替代通行      |         |                                           |                 |
| 高雄市       | 桃源區 | 歐帕喀爾                             | －      | （地區道路）                              |                 |
| 高雄市       | 桃源區 | －                                   |         |                                           |                 |
| 高雄市       | 桃源區 | 玉穗                                 | －      | （地區道路）                              |                 |
| 高雄市       | 桃源區 | －                                   |         |                                           |                 |
| 高雄市       | 桃源區 | 復興                                 | －      | （地區道路）                              |                 |
| 高雄市       | 桃源區 | 復興                                 | －      |                                           |                 |
| 高雄市       | 桃源區 | 復興                                 | －      | （地區道路）                              |                 |
| 高雄市       | 桃源區 | － 隧道                              |         |                                           |                 |
| 高雄市       | 桃源區 | 拉芙蘭                               | －      | （地區道路）                              |                 |
| 高雄市       | 桃源區 | －                                   |         |                                           |                 |
| 高雄市       | 桃源區 | 樟山                                 | －      | （地區道路）                              |                 |
| 高雄市       | 桃源區 | －                                   |         |                                           |                 |
| 高雄市       | 桃源區 | －                                   |         |                                           |                 |
| 高雄市       | 桃源區 | 梅山口                               | 105.170 | （地區道路）                              | 臨105便道起點   |
| 高雄市       | 桃源區 | －                                   |         |                                           |                 |
| 高雄市       | 桃源區 | － 隧道                              |         |                                           |                 |
| 高雄市       | 桃源區 | －                                   |         |                                           |                 |
| 高雄市       | 桃源區 | －                                   |         |                                           |                 |
| 高雄市       | 桃源區 | －                                   |         |                                           |                 |
| 高雄市       | 桃源區 | 禮觀                                 | －      | （無）                                    |                 |
| 高雄市       | 桃源區 | － 隧道                              |         |                                           |                 |
| 高雄市       | 桃源區 | －                                   |         |                                           |                 |
| 高雄市       | 桃源區 | 中之關                               | －      | （無）                                    |                 |
| 高雄市       | 桃源區 | 天池                                 | 130.200 | 臨105便道25公里                           |                 |
| 高雄市       | 桃源區 | －                                   |         |                                           |                 |
| 高雄市       | 桃源區 | － 改線工程進行中，預計2023年4月完工 |         |                                           |                 |
| 高雄市       | 桃源區 | － 隧道                              |         |                                           |                 |
| 高雄市       | 桃源區 | 檜谷                                 | 136.000 | 臨105便道31公里                           |                 |
| 141.385 隧道 |        |                                      |         |                                           |                 |
| 臺東縣       | 海端鄉 | 埡口                                 | 142.030 | 臨105便道37公里                           |                 |
| 臺東縣       | 海端鄉 | －                                   |         |                                           |                 |
| 臺東縣       | 海端鄉 | －                                   |         |                                           |                 |
| 臺東縣       | 海端鄉 | 向陽                                 | 150.163 | 臨105便道44公里                           | 臨105便道終點   |
| 臺東縣       | 海端鄉 | 向陽                                 | －      |                                           |                 |
| 臺東縣       | 海端鄉 | 向陽                                 | －      |                                           |                 |
| 臺東縣       | 海端鄉 | 栗園                                 | －      | （地區道路）                              |                 |
| 臺東縣       | 海端鄉 | 摩天                                 | －      | （地區道路）                              |                 |
| 臺東縣       | 海端鄉 | 利稻                                 | －      | （地區道路）                              |                 |
| 臺東縣       | 海端鄉 | － 隧道                              |         |                                           |                 |
| 臺東縣       | 海端鄉 | － 隧道                              |         |                                           |                 |
| 臺東縣       | 海端鄉 | －                                   |         |                                           |                 |
| 臺東縣       | 海端鄉 | － 隧道                              |         |                                           |                 |
| 臺東縣       | 海端鄉 | －                                   |         |                                           |                 |
| 臺東縣       | 海端鄉 | － 隧道                              |         |                                           |                 |
| 臺東縣       | 海端鄉 | － 隧道                              |         |                                           |                 |
| 臺東縣       | 海端鄉 | －                                   |         |                                           |                 |
| 臺東縣       | 海端鄉 | －                                   |         |                                           |                 |
| 臺東縣       | 海端鄉 | 霧鹿                                 | 184.816 | （地區道路）                              |                 |
| 臺東縣       | 海端鄉 | －                                   |         |                                           |                 |
| 臺東縣       | 海端鄉 | 下馬                                 | 188.771 | （地區道路）                              |                 |
| 臺東縣       | 海端鄉 | － 隧道                              |         |                                           |                 |
| 臺東縣       | 海端鄉 | －                                   |         |                                           |                 |
| 臺東縣       | 海端鄉 | 嘉寶                                 | －      | （無）                                    |                 |
| 臺東縣       | 海端鄉 | －                                   |         |                                           |                 |
| 臺東縣       | 海端鄉 | － 隧道                              |         |                                           |                 |
| 臺東縣       | 海端鄉 | －                                   |         |                                           |                 |
| 臺東縣       | 海端鄉 | －                                   |         |                                           |                 |
| 臺東縣       | 海端鄉 | －                                   |         |                                           |                 |
| 臺東縣       | 海端鄉 | － 隧道                              |         |                                           |                 |
| 臺東縣       | 海端鄉 | －                                   |         |                                           |                 |
| 臺東縣       | 海端鄉 | 新武呂                               | －      | （地區道路）                              |                 |
| 臺東縣       | 海端鄉 | － 隧道                              |         |                                           |                 |
| 臺東縣       | 海端鄉 | 愛砂卡                               | －      | （地區道路）                              |                 |
| 臺東縣       | 海端鄉 | －                                   |         |                                           |                 |
| 臺東縣       | 海端鄉 | 初來                                 | 199.017 | 台20甲線                                  | 起點            |
| 臺東縣       | 海端鄉 | －                                   |         |                                           |                 |
| 臺東縣       | 海端鄉 | 瀧下                                 | －      | （地區道路）                              |                 |
| 臺東縣       | 海端鄉 | 海端市區                             | 202.236 | （地區道路）                              |                 |
| 臺東縣       | 海端鄉 | －                                   |         |                                           |                 |
| 臺東縣       | 海端鄉 | 山平                                 | －      | 東5線                                     | 起點            |
| 臺東縣       | 關山鎮 | 西庄                                 | 203.833 | 台9線                                     | 公路終點        |
| 共線         |        |                                      |         |                                           |                 |

甲線
全線均位於臺東縣境內。
| 海端鄉 | 初來                     | 0.000 | 台20線         | 公路起點    |  |
| 海端鄉 | 0.084                    |       |                |             |  |
| 海端鄉 | 錦屏                     | 1.402 | （地區道路）   |             |  |
| 池上鄉 | 陸安                     | －    | 東1-1線        | 東1-1線終點 |  |
| 池上鄉 | 福原                     | －    | 東2線          | 起點        |  |
| 池上鄉 | － 平交道 平面交會臺東線 |       |                |             |  |
| 池上鄉 | 池上市區                 | 5.726 | 台9線 · 忠孝路 | 公路終點    |  |
|        |                          |       |                |             |  |

乙線
全線均位於臺南市境內。
| 左鎮區 | 睦光     | 0.000 | 台20線       | 公路起點    |  |
| 左鎮區 | －       |       |              |             |  |
| 左鎮區 | 內庄     | 2.689 | 南171線      | 起點        |  |
| －     |          |       |              |             |  |
| 南化區 | 荖葉宅   | －    | （地區道路） |             |  |
| 南化區 | －       |       |              |             |  |
| 南化區 | 西埔     | 3.892 | （地區道路） |             |  |
| 南化區 | 中坑     | 5.126 | 南191線      | 終點        |  |
| 南化區 | －       |       |              |             |  |
| 南化區 | 崎腳     | －    | 南196線      | 南196線終點 |  |
| 南化區 | 蘇貞埔   | 6.487 | （地區道路） |             |  |
| 南化區 | 南化市區 | 7.844 | 台3線        | 公路終點    |  |
|        |          |       |              |             |  |

## 里程表
臺二十線
| 縣市   | 鄉鎮   | 里程數(KM) |
| ------ | ------ | ---------- |
| 臺南市 | 全區   | 52.9       |
| 臺南市 | 中西區 | 0.8        |
|        | 東區   | 0.2        |
|        | 北區   | 2          |
|        | 永康區 | 6.9        |
|        | 新化區 | 8.8        |
|        | 山上區 | 1.8        |
|        | 左鎮區 | 8.5        |
|        | 玉井區 | 12.1       |
|        | 南化區 | 11.6       |
| 高雄市 | 全區   | 90.7       |
| 高雄市 | 甲仙區 | 13.7       |
|        | 六龜區 | 14.5       |
|        | 桃源區 | 62.5       |
| 臺東縣 | 全區   | 62.5       |
| 臺東縣 | 海端鄉 | 61.6       |
|        | 關山鎮 | 0.9        |

臺二十乙線
| 縣市   | 鄉鎮   | 里程數(KM) |
| ------ | ------ | ---------- |
| 臺南市 | 全區   | 8          |
| 臺南市 | 左鎮區 | 2.9        |
|        | 南化區 | 5.1        |

臺二十甲線
| 縣市   | 鄉鎮   | 里程數(KM) |
| ------ | ------ | ---------- |
| 臺東縣 | 全區   | 5.7        |
| 臺東縣 | 海端鄉 | 2.1        |
|        | 池上鄉 | 3.6        |

## 沿線路名
主線
| - 中山路（中西區） - 北門路二段 - 開元路 - 中山南路 - 中山北路 - 中山路（新化區） - 忠孝路 - 中山路（玉井區） - 中華路 - 百葉巷 - 田寮巷 - 新榮巷 - 新興路 | - 文化路 - 咖啡巷 - 白雲巷 - 南橫路 - 頂濃路 - 寶建路 - 中正路 - 興中巷 - 南橫公路 - 梅山巷 |

甲線
- 忠孝路

## 沿線設施與景點
主線
| - 湯德章紀念公園 - 國立臺南護理專科學校 - 衛生福利部臺南醫院 - 新光三越台南中山店 - Focus時尚流行館 - 臺灣高等法院臺南分院 - 臺南車站（縱貫線南段） - 台南公園 - 國立臺南第二高級中學 - 臺南市北區開元國民小學 - 臺南美國學校遺址 - 開元寺 - 臺南市私立崑山高級中學 - 國立臺南高級工業職業學校 - 永康創意設計園區中華民國陸軍砲兵訓練指揮部 - 國立臺南大學附屬高級中學 - 臺南市永康區永康國民小學 - 臺南市永康區公所 - 永康科技園區 - 國立新化高級中學 - 臺南市新化區公所 - 衛生福利部臺南醫院新化分院 - 新化系統交流道（國道八號⇒國道三號） - 新化端（國道八號） - 臺南市新化區𦰡拔國民小學 - 臺南左鎮化石園區 - 臺南市左鎮區光榮國民小學 - 臺南市左鎮區左鎮國民小學 - 玉井端（台84線） - 臺南市玉井區玉井國民小學 - 國立玉井高級工商職業學校 - 臺南市南化區北寮國民小學 | - 臺南市南化區玉山國民小學 - 南化水庫 - 高雄市甲仙區甲仙國民小學 - 高雄市六龜區荖濃國民小學 - 高雄市六龜區寶來國民小學 - 高雄市立寶來國民中學 - 高雄市桃源區公所 - 高雄市立桃源國民中學 - 高雄市桃源區樟山國民小學復興分班 - 高雄市桃源區樟山國民小學 - 玉山國家公園南部園區 - 關山越嶺古道 - 長青祠 - 天池 - 檜谷 - 庫哈諾辛山 - 關山 - 塔關山 - 關山嶺山 - 向陽山 - 三叉山 - 向陽國家森林遊樂區 - 霧鹿溫泉 - 天龍吊橋 - 臺東縣海端鄉初來國民小學 - 海端車站（臺東線） - 臺東縣海端鄉公所 - 臺東縣海端鄉海端國民小學 - 臺東縣立海端國民中學 - 海端鄉立圖書館 |

乙線
- 臺南市南化區南化國民小學
- 臺南市立南化國民中學